# Hans-Georg Stemann
Hans-Georg Stemann (* 19. September 1916 in Bad Oeynhausen; † 4. November 2011 in Bad Honnef) war ein deutscher Arzt und Sanitätsoffizier der Marine. Er war zuletzt Admiraloberstabsarzt und Inspekteur des Sanitäts- und Gesundheitswesens.

## Leben
Stemann wurde geboren als Sohn von Arnold Stemann und Marta Stemann geb. Sauerwald, spätere Schulte-Ostrop. 1922 wurde er eingeschult und besuchte von 1926 bis 1935 ein humanistisches Gymnasium. Von April 1935 bis September 1935 leistete er Freiwilligen Arbeitsdienst in Sudmühle (Münster-Dyckburg). Es folgte das Studium der Humanmedizin an der Westfälische Wilhelms-Universität Münster, der Schlesischen Friedrich-Wilhelms-Universität Breslau, der Christian-Albrechts-Universität zu Kiel und der Friedrich-Wilhelms-Universität zu Berlin. Im April 1940 wurde er als Arzt approbiert.

### Kriegsmarine
Im Anschluss trat er den Dienst bei der Kriegsmarine an und absolvierte bis Juni die Grundausbildung bei der 1. Marineunteroffizierlehrabteilung in Glücksburg (Ostsee). Es folgte bis August die Bordausbildung als Sanitäts-Fähnrich zur See auf dem Linienschiff Schlesien. Ab September war er Hilfsarzt in der Chirurgischen Abteilung des Marinelazaretts Hardinghen in Frankreich und absolvierte zwischenzeitlich in Glücksburg den Zugführer-Lehrgang. Im November 1940 wurde er zum Oberfähnrich zur See befördert, im Januar 1941 zum Marineassistenzarzt (MAssA). Es folgte die Verwendung von April 1941 bis Mai 1942 in der Inneren Abteilung des Marinelazaretts Bergen op Zoom in Holland, wo er im Januar 1942 zum Marineoberassistenzarzt (MOAssA) befördert wurde. Von Mai bis Oktober 1942 war er in der Chirurgischen Abteilung des Marinelazaretts Wilhelmshaven eingesetzt. Von Oktober 1942 an war er Schiffsarzt auf dem Zerstörer Z 25, wo er im Januar 1943 zum Marinestabsarzt (MStA) befördert wurde. Im November 1944 wurde er Abteilungsarzt der 10. Marine-Ersatz-Abteilung (M.E.A.) in Zeven (später Altenwalde), im April 1945 Abteilungsarzt der 2. Marine-Infanteriedivision und geriet am 10. Mai 1945 in die britische Kriegsgefangenschaft.

### Nachkriegsjahre
Im September 1947 aus der Kriegsgefangenschaft entlassen, war er ab November Assistenzarzt bei der Medizinaluntersuchungsstelle in Bad Oeynhausen. Ab Oktober 1948 war er Arzt der German Service Organisation (GSO) in Celle, ab Januar 1949 in Minden und dort ab Juni 1949 am Medical Centre Minden der GSO.  Im Dezember 1954 wurde er Leitender Arzt der German Service Organisation im H.Q. Lübbecke District und wurde am 19. Dezember 1955 promoviert.

### Bundeswehr
Am 2. März 1956 wurde er als Oberstabsarzt in die Bundesmarine der neu aufgestellten Bundeswehr übernommen, war dort bis Januar 1957 in der Annahmeorganisation des Verteidigungsministeriums (BMVg) als Gruppenleiter für den Wehrbereich II zuständig und im Juli 1956 Berufssoldat. Von Januar bis März 1957 war er Standortarzt bei der Standortkommandantur Wilhelmshaven, und war zu dieser Zeit bereits kommandiert zum BMVg als Hilfsreferent. Im April 1957 erfolgte die Versetzung auf den Dienstposten als Hilfsreferent in der Inspektion des Sanitäts- und Gesundheitswesens (InSan) des BMVg. Im Dezember 1957 wurde Stemann zum Flottillenarzt befördert. Von Februar bis April 1958 war er Leitender Sanitätsoffizier (LSO) des Kommandos der Minensuchboote und zugleich kommandiert als Dezernent Sanitätswesen in das Marineamt; im Mai erfolgte die endgültige Versetzung dorthin als Hilfsreferent. Im August 1960 kehrte er als Referatsleiter zurück in die InSan.
Als Kommandeur der Lehrgruppe A an der Akademie des Sanitäts- und Gesundheitswesens der Bundeswehr von April 1964 bis August 1966 wurde er im April 1965 zum Flottenarzt befördert. Von August bis März 1966 war er Kommandoarzt im Stab des Marineamts. Die Beförderung zum Admiralarzt erfolgte im Mai 1968 in seiner Folgeverwendung als Admiral des Marinesanitätsdienstes in der Inspektion Marinesanitätsdienst des Marineamts bis März 1970. Als Admiralstabsarzt war er ab  April 1970 Stellvertreter des Inspekteurs des Sanitäts- und Gesundheitswesens der Bundeswehr, ab Oktober 1971 Amtschef im Sanitätsamt der Bundeswehr, bevor er in seiner letzten militärischen Verwendung als Inspekteur des Sanitäts- und Gesundheitswesens der Bundeswehr ab Oktober 1972 der höchste Sanitätsoffizier der Bundeswehr war. Stemann war der erste Offizier der Bundeswehr im Dienstgrad Admiraloberstabsarzt und einer von nur zwei Soldaten, dem dieser Dienstgrad seit Gründung der Bundeswehr verliehen wurde.
Stemann war mit Liselotte Stemann geb. Schulte-Ostrop verheiratet.

## Auszeichnungen
- Zerstörer-Kriegsabzeichen am 23. September 1944
- 1944: Eisernes Kreuz (1939) II. Klasse
- 1971:  Verdienstorden der Bundesrepublik Deutschland, Großes Verdienstkreuz
- 1976: Großes Verdienstkreuz mit Stern